# Lil Tjay
Tione Jayden Merritt (* 30. dubna 2001, Bronx, New York, USA) známý především jako Lil Tjay, je americký rapper, zpěvák a písničkář. Poprvé zaujal v roce 2017, a to se svou písní „Resume“ a následně i s písní „Brothers“, po jejímž vydání podepsal smlouvu s Columbia Records. Jeho debutové studiové album True 2 Myself z roku 2019 se dostalo na páté místo žebříčku Billboard 200.
V roce 2021 Tjay vydal své druhé studiové album Destined 2 Win,které obsahuje single "Calling My Phone", jeho dosud nejúspěšnější píseň. V červenci 2023 vydal své třetí studiové album 222.

## Život
Merritt se narodil a vyrůstal v sousedství Bronxu v New Yorku. Má dva mladší sourozence. Ze všech tří dětí se označil za nejvíce problematické, protože se často dostával do drobných loupeží a školních rvaček. V 15 letech byl Merritt zatčen za jednu ze svých loupeží a byl na rok poslán do výchovného zařízení pro mládež, kde začal psát rap; součástí byl také jeho první hit „Resume“, který vydal na SoundCloud.

## Střelba 2022
22. června 2022 byl Merritt obětí loupežného přepadení v Edgewater, New Jersey. Letecky byl převezen do Hackensack University Medical Center, kde byl podroben nouzové operaci. Druhá obět- 22letý Antoine Boyd byl také jednou postřelen a byl ve stabilizovaném stavu. Mezitím byl i střelec jednou postřelen, ale s pomocí spoluspiklence se mu povedlo utéct.
Později toho dne policie zatkla 27letého Mohameda Konateho, který byl obviněn ze tří pokusů o vraždu prvního stupně, tří případů ozbrojených loupeží prvního stupně a četných trestných činů se zbraněmi. Jeffery Valdez, který byl s Merrittem, ale nebyl zraněn, a Antoine Boyd byli oba obviněni z nezákonného držení zbraně druhého stupně. Obvinění byla ale později stažena. Merritt nebyl obviněn z žádného trestného činu.
23. června 2022 bylo oznámeno, že Merritt byl po střelbě stále v bezvědomí. Dny po nedostatku jakýchkoli věrohodných aktualizací o Merrittově stavu se začaly objevovat fámy, které tvrdily, že byl ochrnutý a možná i mozkově mrtvý. Několik zdrojů však později tyto fámy vyvrátilo, když se 1. července 2022 objevily zprávy, že Merritt byl stále hospitalizován, ale „ve střehu a mluvil.
24. srpna 2022 Merrit nahrál na své účty na sociálních sítích video s aktualizací. Ve videu říká, jak se mu daří lépe a „vrátí se silnější než kdy předtím“, zatímco nosí nákrčník.
26. srpna 2022 vydal Merritt svůj singl „Beat the Odds“, který podrobně popisuje jeho téměř fatální zkušenosti a uzdravení.